# Баер (село)
Баер — село в Чунском районе Иркутской области России. Входит в состав Мухинского сельского поселения.

## География
Село находится на расстоянии примерно 37 км к юго-западу от рабочего посёлка Чунский, административного центра района.

## Население
| 2002 | 2010 | 2011 | 2012 |
| ---- | ---- | ---- | ---- |
| 58   | ↘41  | →41  | ↘38  |

### Половой состав
По данным Всероссийской переписи, в 2010 году в селе проживал 41 человек (20 мужчин и 21 женщина).